# ビービーメディア
ビービーメディア株式会社（BBメディア）は、ブランドを輝かせることを目指す映像•インタラクティブ•体験型コンテンツの企画および制作を一体で行うクリエイティブプロダクション。

## 概要
1999年2月創業。

東京都港区西麻布にある(映像•インタラクティブ•テクノロジードリブンの体験型)コンテンツを一体となって企画および制作を行うクリエイティブプロダクションカンパニー。

## 沿革
- 1999年 東京都港区で創業。
- 2014年7月 株式会社フリークアウトと共同で効果的な動画広告クリエイティブ・コンテンツの 研究・開発ユニット「FO-BB LAB」を開設。[2]
- 2015年6月 東京都港区西麻布４丁目に移転。

## 実績・受賞歴
2013年

■「びゅーんととばす せかいいっしゅう すごろく『そらたび』」

　2013東京国際スマートフォン アプリアワード "一般部門 最優秀賞"

2014年

■資生堂「MAJOLICA MAJORCA "FANTASTIC FANTASY"」

「ADFEST2014」"Bronz"

2015年

■胸キュン♥スロット

「Yahoo! JAPAN インターネット クリエイティブアワード」
　 "アドクリエイション部門Gold"